# Batalla del Indo
La batalla del Indo fue un enfrentamiento militar librado en 1221 durante la invasión mongola de Corasmia. En ella se enfrentaron las fuerzas del naciente Imperio mongol, al mando del jagán Gengis Jan, y las del Imperio jorezmita, encabezadas por el sah Yalal ad-Din Mingburnu. 
El enfrentamiento se caracterizó porque el ejército mongol, numéricamente superior, acorraló contra el río Indo a sus enemigos y actuando antes que pudieran cruzar el río para refugiarse. Yalal ad-Din lideró una resistencia feroz gracias a su sólida posición defensiva, llegando a cargar varias veces contra los mongoles, sin embargo, ante un sorpresivo contraataque venido desde su retaguardia la formación de sus tropas colapso.
Finalizó con una completa victoria de las primeras, que procedieron a anexarse Corasmia y Transoxiana, mientras que el Gran Jorasán quedó devastado y desorganizado. El joven sah fue obligado a buscar refugio en el subcontinente indio por un par de años.

## Antecedentes
Después que el joven sah Yalal ad-Din Mingburnu derrotara a un contingente mongol en Waliyan, el jagán Gengis Jan envió a su general (noyan) Shigi Qutuqu para acabar con él, sin embargo, de manera inesperada los mongoles fueron vencidos en Paruán en el otoño de 1221; las noticias de esta segunda derrota provocaron rebeliones en Herat y Merv. Desafortunadamente para Yalal ad-Din, estalló una disputa por el reparto del botín y los afganos (pastunes) que constituían una gran parte de su ejército al mando del emir Saif al-Din Ighrak, desertaron. Después de haber perdido a la mitad de su ejército, el sah se dio cuenta de que su causa estaba condenada y decidió refugiarse en la India.
Retrocedió a Barani, cerca de Gazni, y siguió al este para cruzar el río Indo y llegar a la India. Al salir de la ciudad, el sah sufrió un cólico que le causó un gran dolor, a pesar de lo cual viajó a caballo. Sin embargo, su marcha se hizo lenta porque su ejército era acompañado de numerosos refugiados no combatientes.
Los mongoles habían pasado dos meses asediando Bamiyán, pero después de saber de la derrota de Qutuqu, el jagán decidió encargarse personalmente del sah y se dirigió a Gazni, donde llegó por el camino desde Kabul. Ahí se enteró de que su rival se había marchado 15 días antes, por lo que dejó como gobernador (basqaq) a Mamai Yalavach. También fue informado que las fuerzas islámicas se había dispersado por las disputas entre comandantes. Desde Corasmia llegaron con refuerzos sus hijos Chagatai y Ogodei y desde el Gran Jorasán Tolui.
El sah vio la enorme inferioridad numérica de su ejército y por eso comprendió que sólo podía cruzar el Indo con botes, por lo que envió gente por adelantado para preparar embarcaciones. En tanto, los mongoles enviaron destacamentos adelantados que tomaron varios pasos que conectaban Gazni y Peshawar, bloqueando los intentos de Ighrak y sus desertores de reunirse con Yalal ad-Din. Un destacamento fue vencido por el sah en Gadriz, muriendo todos los mongoles a excepción de sus jefes que, por tener buenos caballos, pudieron huir en la noche.
A pesar de esto, los mongoles, avanzando a toda velocidad, lograron alcanzar al sah en las orillas del Indo, derrotando a su retaguardia liderada por Orjan con las tropas de vanguardia mongola. Se ha especulado que el lugar pudo ser el mismo por donde Tamerlán invadió el Sultanato de Delhi, una zona vadeable al norte del actual Kalabagh.

## Fuerzas enfrentadas
El cronista Gıyâseddîn-i Hândmîr mencionaba que ejército mongol era mucho más numeroso que su rival. Bar Hebraeus escribió que los mongoles eran tan numerosos que resultaban incontables. Juzjani menciona en sus escritos que el ejército mongol era incontable por lo grande que era, aunque refiriéndose a la tropa que pacificó el territorio afgano meses después de la batalla. Juvaini describió que el ejército mongol «era más numeroso que las gotas de la lluvia», mientras que a Yalal ad-Din le quedaban pocos hombres al momento de la batalla. Nasawi describe una situación similar: al sah le quedaban muy pocos guerreros porque muchos más habían desertado.
El historiador afgano Ali Ahmad Jalali estima que el ejército de Yalal ad-Din pudo alcanzar los 30 000 combatientes, mientras que sus enemigos eran más del doble. Trevor y Richard Dupuy concuerdan con el número de combatientes islámicos, mientras que los mongoles llegarían a los 50 000. El exmilitar estadounidense Michael Lanning coincide también en las cifras de jorezmitas, mientras que a los mongoles los reduce a 40 000. El erudito sueco Carl Fredrik Sverdrup creía que, desde la segunda mitad de 1221, Gengis Jan llegó a tener más de 50 000 hombres en todo Jorasán y en la batalla del Indo probablemente hubiera reunido a la mitad, es decir, al menos 25 000. En cambio, Yalal ad-Din era seriamente superado en número, pero sus soldados contaban con 3000 jinetes, incluyendo sus 700 guardaespaldas. En una obra posterior, Sverdrup estima que en la batalla el jagán mandaba al menos 30 000 guerreros, mientras que el sah pudo tener menos de 10 000 en total.

## Combate

### Formaciones
Según Nasawi, ambos ejércitos se formaron para la batalla al amanecer del 25 de noviembre, sin embargo, historiadores modernos como Tony Jacques calculan que sucedió el día 24, mientras que Sverdrup cree que el combate sucedió mucho antes, en el mes de septiembre. El historiador británico Peter Jackson sostiene que debió ocurrir durante el otoño.
Bar Hebraeus mencionaba que los mongoles le cortaron todo camino de retirada a Yalal ad-Din, obligándolo a luchar, y Nasawi que Gengis Jan llegó a orillas del río antes de que el sah pudiera reunir fuerzas con los emires que antes habían desertado. Athir afirmaba que, al no encontrar barcos con el que cruzar el río, los jorezmitas se sintieron obligados a luchar y mantenerse firmes en sus líneas de batalla. Yalal ad-Din asumió el mando de su centro, que constaba de 5000 soldados, incluyendo 700 jinetes de su guardia personal como reserva. El emir Amin Malik comandó a los turcos en el ala derecha y los afganos ocuparon el ala izquierda, probablemente a las órdenes de Temur Malik. Atrás del ejército estaba el río. El sah apoyó su izquierda en una cresta que se adentraba directamente en el río, mientras que su ala derecha se protegía con la ribera, pues el río formaba una curva donde se apoyaron. Con este emplazamiento, el sah había anulado la ventaja mongola al impedir una batalla móvil de maniobras de flanqueo y, al luchar en un espacio tan reducido, también anuló la ventaja numérica.
Gengis desplegó a sus fuerzas en formación de medialuna, inmovilizando a los jorezmitas contra el río; él mismo comandaba la reserva para asegurarse que el sah no pudiera atravesar su línea y escapar. El jagán tenían bajo su mando personal a una división (tumen) de élite formada por su guardia imperial (kishik o kishig), la que solía estar en reserva. Según Juvaini y Hamadini, los mongoles formaron en varias líneas que parecían un arco, mientras que el Indo parecía la cuerda, por lo que los musulmanes quedaron rodeados al frente y por detrás. Gengis Jan ordenó a sus hombres capturar al sah vivo, quien se vio obligado a enfrentarlo con los pocos hombres que le quedaban. El ala derecha quedó a cargo de Chagatai y la izquierda de Ogedei. El ejército mongol superaba a sus enemigos por un amplio margen, pero sus hombres y caballos probablemente estaban agotados por las marchas forzadas en terreno montañoso y el jagán pudo haber combatido antes de reunir a todas sus tropas.

### Comienzo
Yalal ad-Din ordenó cargar a su ala derecha, luego a su izquierda y finalmente a su centro. Los jinetes chocaron entre sí. Según Juvaini, atacó una y otra vez, pero los mongoles avanzaron lentamente, dejándoles cada vez con menos espacio para maniobrar y luchar, sin embargo, los jorezmitas resistieron ferozmente. En cambio, Nasawi afirmaba que Yalal ad-Din lanzó un ataque contra el centro mongol que logró abrir brechas en su formación, permitiéndole adentrarse y llegar hasta donde estaba Gengis Jan, quien abría huido para no enfrentarlo después que su caballo resultado muerto en esa refriega. Así, la formación mongola estaba por colapsar y su ejército quedaría rodeado. Lanning interpreta que el ejército islámico concentró sus ataques en el flanco izquierdo y luego en el centro de los mongoles.
Gengis Jan ordenó a sus lugartenientes Ukar Kalju y Kutur Kalju cargar contra el flanco musulmán en la ribera. Entonces, 10 000 guerreros mongoles que habían sido seleccionados para ocultarse, salieron de su escondite y cargaron contra la derecha musulmana, desbaratándola. Al parecer, con su avance, dicho flanco había quedado expuesto al abandonar su posición defensiva. Así, el ala derecha jorezmita fue rechazada, muriendo la mayoría de sus hombres y Amin Malik intentó huir a Peshawar, pero los caminos estaban bloqueados, fue muerto en la huida. Los restos de esa división huyeron hacia el centro de su propio ejército, acabando con el orden de batalla jorezmita.
Cuando los mongoles detuvieron al avance enemigo es posible, según algunos eruditos modernos, que Temur Malik muriera. Sin embargo, otros estudios basados en las fuentes indican que murió después de 1231.
Luego, la izquierda islámica también fue obligada a retroceder por un ataque mongol que pudo ser liderado por el propio Gengis Jan. Yalal ad-Din se mantuvo firme en el centro desde el amanecer hasta el mediodía con sus 700 guardaespaldas, lanzando varios contraataques a derecha e izquierda, pero el avance mongol era inexorable y cada vez le quedaba menos espacio para maniobrar. Causó muchas bajas a los mongoles con esos movimientos. La posición defensiva resultó excelente, permitiéndole a los musulmanes resistir un largo tiempo.

### Final
Como el jagán había ordenado atrapar vivo a su rival, los guerreros mongoles arrojaron pocas lanzas o flechas contra sus enemigos, pero Yalal ad-Din no dejaba de moverse y cuando se agotó su caballo, su primo materno, el emir Ajash Malik, mandó traerle uno de repuesto, lo obligó a irse a la retaguardia y decidió cruzar el Indo. Sabiéndose vencido, se despidió de sus hijos y su familia, quienes lloraban y le dijo a sus hombres: «Quien me ame, que se aferre a mí en la vida y en la muerte». Luego, se puso su escudo a la espalda y azotó con su látigo a su caballo para llevarlo hacia un acantilado junto al río. Jinete y corcel se lanzaron a las aguas: «Como el rayo, cayó sobre el agua y como el viento, se alejó».
Al ver esto, Gengis Jan se cabalgó a la orilla y cuando sus guerreros intentaron arrojarle flechas al sah, él ordenó no hacerlo. Yalal ad-Din emergió con su escudo, lanza y espada mientras que el jagán ordenaba a sus soldados disparar flechas contra los jorezmitas que siguieron el ejemplo del sah, tantos murieron que el agua se volvió roja.  Luego, el jagán le dijo a sus hijos: «Un padre debe tener un hijo así» o «Sólo un hijo así debería tener un padre». También predijo que Yalal ad-Din sería el autor de numerosas hazañas en el futuro y se debía tener cuidado con él. El sah llegó a la otra orilla a salvo y pudo ver como su campamento era saqueado, mientras él se despojaba de sus armas para secarse.
Según Athir, la resistencia musulmana duró tres días. Los soldados jorezmitas, viendo que la mayoría estaban heridos o muertos, enviaron algunos hombres a buscar botes y algunos consiguieron subirse en ellas y escapar.
Nasawi escribió que muchos jorezmitas, al ver la batalla perdida, se lanzaron a las aguas para intentar salvarse a pesar de saber que probablemente no podrían cruzar. También menciona que el sah se arrojó desde las alturas a las aguas a lomo de un corcel que conservó hasta el saqueo de Tiflis en 1226, liberándolo después. El cronista menciona el relato de un noble llamado 'Arid Diya' al-Mulk 'Ala' ad-Din Muhammad ibn Mawdud an-Nasawi, quien desesperado se lanzó al Indo sin saber nadar. Naturalmente, empezó a ahogarse y de repente se encontró un niño sujeto a un odre para vino inflado. Después de pensar en quitarle el odre, el Arid Diya mencionaba que el pequeño le dijo: «Si quieres salvarte sin mi muerte, agárrate tú también [del odre], y te llevaré a la orilla». Así, ambos lograron sobrevivir.

## Consecuencias

### Bajas
Juvaini escribió que prácticamente todo el ejército jorezmita murió en combate o se ahogó en el río. La crónica de Athir afirma que fue la mayor batalla librada en la región, con un altísimo número de musulmanes muertos y heridos, incluyendo a Amin Malik. Sin embargo, las bajas mongolas fueron aun más elevadas. Umari también mencionó en sus escritos que las bajas fueron elevadas para los dos bandos y Juzjani que la mayoría de los jorezmitas cayeron en combate o se ahogaron, pero algunos fueron capturados y unos pocos consiguieron cruzar el Indo.
Nasawi describió que muchos muertos y heridos quedaron en el campo, además de los que se ahogaron. Solamente sobrevivieron 4000 jorezmitas, «descalzos y desnudos», con tal mal aspecto que parecían cadáveres ambulantes. Los comandantes Kulbars Bahadur, Kabkuh y el sharabdar Sa'd ad-Din y 300 jinetes viajaron tres días para reecontrarse con Yalal al-Din, pues las corrientes los habían arrastrado a un lugar lejano. Del resto, deambuló sin rumbo hasta que el sah se reunió con ellos, momento en que lo recibieron con una moral renaciada.
Los mongoles capturaron el campamento enemigo, donde se encontraba la familia del sah, y lanzaron a las aguas a todos los niños varones, incluyendo lactantes; el mayor tenía siete u ocho años. Hamadani menciona dos versiones sobre el final de combate: en la primera, cuando el sah comprendió que la derrota era inminente ordenó que se arrojara su tesoro al Indo y se ahogara en sus aguas a sus esposas, concubinas e hijos, es posible que las féminas le pidieran que las matara para evitar ser esclavas de los mongoles; en la segunda, mujeres y niños fueron capturados y los pequeños fueron ahogados, y el tesoro real de oro y piedras preciosas cayó al agua, posiblemente cuando se intentó cruzar el Indo con esas riquezas. Los mongoles organizaron grupos de nadadores que buscaron en el fondo del río el oro y las piedras preciosas.

### Postrimerías
Los vencedores construyeron su campamento cerca del lugar de la batalla. Yalal al-Din logró reunir a los supervivientes de su ejército y haciendo gala de su perspicacia militar, derrotó a los gobernantes locales y comenzó a establecer un pequeño estado en la India. Gengis Jan marchó por la orilla oeste del Indo y se dedicó a subyugar a los afganos cerca de Yalalabad y el ejército mongol invernó en el valle de Swat. No realizó grandes esfuerzos para perseguir a su enemigo, solo lo hizo cuando el sah volvió a cruzar el Indo para enterrar a sus muertos. Después, mientras enviaba a su hijo Ogodei a saquear Gazni. Gengis Jan marchó hacia Karman (Kermán) y Sanquran (Shaluzan o Shalozan) para enfrentar a Rokn al-Din, hermano del sah refugiado en Karman. Pasó el invierno en Baluchistán, momento en que se enteró que del cruce de Yalal al-Din para enterrar a sus muertos. Dejó a Chagatai en Karman y fue a perseguirlo, regresando al actual Afganistán a inicios de 1222. Salar Ahmad, gobernador de la ciudad de Buya Katur, en Ashtagar, prefirió someterse y suministrarle víveres a los mongoles durante ese invierno.
Chagatai y una fuerza de probablemente dos tumenes habría llegado hasta Tez, en la desértica costa de Makrán, donde perdió a muchos guerreros por hambre y sed. Giró al norte y llegó a Sistán, donde envió a la mitad de su tropa a vigilar el Hindu Kush y a la otra hacia Farah y luego a Bujará.
Al comienzo de la primavera, Gengis Jan estaba acampando en Kabul y enviaba destacamentos a someter los focos rebeldes que surgieron por todo Afganistán. A la vez, las ciudades de la zona enviaron embajadores para someterse a él, incluyendo Rana, pero como la sumisión de esta no se mantuvo con el tiempo, envió tropas a capturarla. También envió tropas para capturar la fortaleza donde se había refugiado Ighraq, quien había reunido un gran número de guerreros en Gibari. El propio Gengis Jan con «un número incontable de hombres», según la crónica de Juzjani, capturó la fortaleza y otros fuertes en la región de Koh-payah, masacrando a los musulmanes. Se mantuvo en la zona por tres meses. En cambio, Nasawi describió que el jagán forzó a los turcos jalyi, quienes había desertado del ejército del sah, a abandonar sus montes y bosques. En cuanto a A'zam Malik, fue asediado en Darvaz, fortaleza que acabó siendo capturada y padeció el mismo destino que las otras. La tarea de tomar los fuertes afganos le tomó unos quince meses. Como muchos mongoles enfermaron por el clima de la región y empezaron a depender de los prisioneros musulmanes e hindúes para la logística, especialmente cocinar. Finalmente, Gengis Jan decidió deshacerse de ellos y durante una noche todos fueron ejecutados. Después de esto, regresó a Peshawar y se preparó para volver a su tierra. Después de esto, regresó sin apuros a la meseta de Mongolia, donde llegó en 1224-1225.
Una expedición mongola fue enviada al mando de Dorbei Doqshin para atrapar al sah, pero no logró hacer contacto. Cuando el general mongol se reunió con el jagán en Samarcanda, fue enviado inmediatamente una vez más en la misma misión, con órdenes de no fallar. Sitió Multán por cuarenta días en la primavera de 1224, antes de que el calor del verano los obligara a retirarse. Es posible que Dorbei se convirtiera más tarde al islam y se uniera a Yalal al-Din, temeroso de la respuesta del jagán si regresaba nuevamente sin éxito. Después, el sah recibió noticias que su hermano Ghiyath al-Din, quien había establecido su dominio en el oeste de la meseta iraní, lo invitaba a regresar y reconstruir el reino jorezmita. Dejó a sus lugartenientes a cargo de las tierras que conquistó en el Punyab y viajó a través de la costa de Makrán, dejando la India después de tres años, y restauró el dominio de su dinastía sobre partes de Irán y Anatolia.
Antes de la batalla de Garni en 1225, Yalal al-Din envió una carta a la reina Rusudán de Georgia exigiendo su sumisión. La reina le respondió conn otra carta burlándose de su terrible derrota en el Indo.

### Primaria
Los libros son citados en números romanos y capítulos y párrafos en números arábigos. Entre paréntesis se usaron los apellidos de los editores o traductores de las ediciones usadas para indicar las páginas. 
- Ali ibn al-Athir. La historia completa. En Richards, D. S. (2016). The Chronicle of Ibn al-Athir for the Crusading Period from al-Kamil fi'I-Ta'rikh. The Years 589-629/1193-1231: The Ayyubids after Saladin and the Mongol Menace (en inglés) III. Londres: Routledge.
- Ata-Malik Juvayni. Historia del conquistador del mundo. En Boyle, John Andrew (1958a). The History of the World-Conqueror (en inglés) I. Cambridge: Harvard University Press.
- Ata-Malik Juvayni. Historia del conquistador del mundo. En Boyle, John Andrew (1958b). The History of the World-Conqueror (en inglés) II. Cambridge: Harvard University Press.
- Bar Hebraeus. Cronografía. En Wallis Budge, Ernest Alfred Thompson (1932). Bar Hebraeus' Chronography (en inglés). Londres: Oxford University Press (numeración de páginas según el PDF).
- Gıyâseddîn-i Hândmîr. El amado de las carreras. En Siyaghi, Mohammad (2009). حبيب السير [Habib al-Siyar] (en persa). Isfahán: مرکز تحقیقات رایانه ای قائمیه. Véase en Hüsrev, Nâsır-ı (1915). Târîh-i Habîbü’s-Sîyer fî Ahbârî Efrâdi’l-Beşer (en turco) II. Teherán: Ez İntişârât-ı Hayyam (año 1333 del calendario islámico).
- Ibn Fadlallah al-Umari. Historias de los profetas. En Batur, Ahsen (2014). Türkler Hakkında Gördüklerim ve Duyduklarım (Mesâliku’l-Ebsâr) (en turco). Estambul: Selenge yay. ISBN 978-605-4944-02-6.
- Minhaj-i Siraj Juzjani. Una historia general de las dinastías mahometanas de Asia. En Raverty, H. G. (1970). Tabakat-I-Nasiri (en inglés) II. Nueva Delhi: Oriental Books Reprint Corporation.
- Rashid-al-Din Hamadani. Compendium de Crónicas. En Arends, Alfred Kárlovich (1946). Сборник летописей (Книга 2) I. Moscú: Institut vostokovedenii︠a︡ (Akademii︠a︡ nauk SSSR). Véase también en Thackston, Wheeler McIntosh (1998). Rashiddun Fazlullah's Jamiʻuʼt-tawarikh. Compendium of Chronicles: A History of the Mongols (en inglés) 1. Cambridge: Harvard University Press.
- Shihab al-Din Muhammad al-Nasawi. Biografía de Jalal ad-Din Mingburnu. En Bunyatov, Ziya Musáyevich (1996). Сират ас-султан Джалал ад-Дин Манкбурны (en ruso). Moscú: Восточная литература.

### Moderna
- Barthold, Vasily (1968). Turkestan Down to the Mongol Invasion (en inglés) (3ª edición). Londres: Gibb Memorial Trust.
- Boyle, John Andrew (1963). «The Mongol Commanders in Afghanistan and India according to the Tabaqat-i Nasiri of Juzjani». Islamic Studies (en inglés) II (2): 235-247.
- Boyle, John Andrew (1968). «Dynastic and Political History of the Il-Khans». The Cambridge History of Iran: The Saljuq and Mongol Periods (en inglés) V. Cambridge: Cambridge University Press. pp. 303-421. ISBN 978-0-521-06936-6.
- Buniyatov, Ziya M. (2015). A History of the Khorezmian State under the Anushteginids, 1097-1231 (en inglés). Samarcanda: IICAS. Traducción ruso-inglés por Shahin Mustafayev & Thomas Welsford.
- Curtin, Jeremiah (2008). The Mongols: A History (en inglés). Nueva York: Cosimo. ISBN 9781605201368.
- Dupuy, Trevor Nevitt; Dupuy, Richard Ernest (1993). The Harper Encyclopedia of Military History (en inglés). Nueva York: Harper Collins Publishers. ISBN 9780062700568.
- Haqqi, Syed Anwarul Haque (2010). Chingiz Khan: The Life and Legacy of an Empire Builder (en inglés). Delhi: Primus Books. ISBN 9788190891899.
- Howorth, Henry H. (1885). «Chinghiz Khan and his ancestors». The Indian Antiquary A Journal of Oriental (en inglés) (14): 81-92.
- Howorth, Henry H. (1876). History of the Mongols from the 9th to the 19th Century: The Mongols proper and the Kalmusks (en inglés). Londres: Longmans, Green, and Co.
- Jackson, Peter (1990). «Jalāl al-Dīn, the Mongols, and the Khwarazmian Conquest of the Panjāb and Sind». Iran (en inglés) (Londres: British Institute of Persian Studies) (28): 45-54.
- Jacques, Tony (2007). Dictionary of Battles and Sieges: P-Z (en inglés) III. Santa Bárbara: ABC-CLIO. ISBN 9780313335396.
- Jalali, Ali Ahmad (2021). Afghanistan: A Military History from the Ancient Empires to the Great Game (en inglés). Lawrence: University Press of Kansas. ISBN 9780700632633.
- Lanning, Michael Lee (2005). The Battle 100: The Stories Behind History's Most Influential Battles (en inglés). Naperville: Sourcebooks. ISBN 978-1-57071-799-4.
- McLynn, Frank (2015). Genghis Khan: his conquests, his empire, his legacy (en inglés). Boston: Da Capo Press. ISBN 978-0-306-82395-4.
- Sverdrup, Carl F. (2010). «Numbers in Mongol Warfare».  En France, John; J. Rogers, Clifford; DeVries, Kelly, ed. Journal of Medieval Military History (en inglés) VIII. Martlesham: Boydell and Brewer. pp. 109-117. ISBN 9781843835967.
- Sverdrup, Carl F. (2017). The Mongol Conquests: The Military Campaigns of Genghis Khan and Sübe'etei (en inglés). Amherst: Helion & Company. ISBN 978-1913336059.
- Tanner, Stephen (2002). Afghanistan: A Military History from Alexander the Great to the War Against the Taliban (en inglés). Nueva York: Da Capo Press. ISBN 0306811642.
- Tucker, Spencer C. (2010). A Global Chronology of Conflict: From the Ancient World to the Modern Middle East (en inglés) I. Santa Bárbara: ABC-CLIO.